# Lentner Csaba
Lentner Csaba (Pápa, 1962. augusztus 30. –) magyar közgazdász, egyetemi tanár, a közgazdaság-tudomány kandidátusa, politikus. Kutatási területe a jövőkutatás, a bankszabályozás és a pénzügytan. 1998 és 2002 között országgyűlési képviselő a MIÉP színeiben.

## Tanulmányai
A Veszprém megyei Takácsi községből származik. 1980-ban érettségizett Pápán a Jókai Mór Közgazdasági Szakközépiskolában. Ezt követően a Pénzügyi és Számviteli Főiskola Zalaegerszegi Intézetében tanult, ahol 1984-ben végzett. A Marx Károly Közgazdaságtudományi Egyetemen (jelenleg Budapesti Corvinus Egyetem) 1989-ben közgazdász diplomát szerzett, majd 1991-ben közgazdász egyetemi doktorrá avatták. 1993-ban okleveles könyvvizsgálói szakvizsgát tett, pénzintézeti-, költségvetési és igazságügyi szakterületekre is kiterjedően. 1994-től bejegyzett adószakértő.
A Magyar Tudományos Akadémián 1995-ben avatták a közgazdaság-tudományok kandidátusává. 2003-ban habilitált közpénzügytanból. 2002 és 2005 között Széchenyi István ösztöndíjas volt. Lőrincz Lajos Professzori Kiválósági Ösztöndíjas 2018-ban. A PADA Vezető Kutatói Program ösztöndíjasa 2018-2019-ben.
Kutatási területe: nemzetgazdasági pénzügyek, bankrendszer szabályozása, agrárszektor finanszírozásának továbbfejlesztése.

## Közgazdászi pályafutása
Pályafutását a Magyar Nemzeti Bankban kezdte 1990-ben, elemző közgazdászként. 1991–1993 között a Magyar Külkereskedelmi Bank finanszírozási ügyekkel foglalkozó főelőadója volt. 1993 és 1996 között a Dunabank Rt. igazgatójaként tevékenykedett.
1996-ban a Nyugat-Magyarországi Egyetem Közgazdaságtudományi Intézetének tanszékvezető egyetemi docensévé nevezték ki. 1999-ben a Pénzügytan-Számvitel-Statisztika Intézet igazgatójává választották, emellett 2003-tól az egyetem Közgazdaságtudományi Karának dékánhelyettese is lett. 2009-ig a Doktori Tanács törzstagja.
Angliában végzett tudományos kutatómunkát a másodlagos jelzálogpiaci válság témakörében (2007–2008).
2008-tól 2012-ig Budapesten a Wekerle Sándor Üzleti Főiskola tudományos rektor-helyettese, intézetvezető egyetemi tanár. A Párizsi Sorbonne Egyetem (Párizs IV) doktori iskolájában kutatóprofesszor, PhD témavezető (2010–2011).
2009-ben egyetemi magántanárrá nevezték ki a Kaposvári Egyetem Gazdaságtudományi Karán. 2014-től a Szent István Egyetem címzetes egyetemi tanára.
2012-től a Nemzeti Közszolgálati Egyetem Államtudományi és Nemzetközi Tanulmányok Karának egyetemi tanára, a Közpénzügyi és Államháztartási Intézet vezetője. 2017-től 2019-ig a Közpénzügyi Kutatóintézet vezetője. 2021-től a Széll Kálmán Állampénzügyi Kutatóműhely vezetője. 2012-től a Közigazgatás-tudományi Doktori Iskola (alapító) törzstagja, Doktori Tanács tag, az Állam és Ökonómia Program vezetője. 2013-tól 2017-ig tagja az NKE Habilitációs Bizottságának, 2014-től 2015-ig az Egyetemi Tudományos Tanácsnak. 2015-től 2017-ig a Kutatási Tanács Gazdaságtudományi Kollégiumának, majd Államtudományi Kollégiumának tagja. Szakvezető: Közigazgatás-tudományi MA (2012-2016), Államháztartási gazdálkodási és ellenőrzési továbbképzési szak (2012-,) Vezetés és gazdálkodás a közigazgatásban továbbképzési szak (2018-,).
A Bank of England-ben vendégkutató (2014). A pekingi Minzu Egyetem vendégprofesszora (2014). 2015-ben vendégkutató a Fed-ben (Washington DC).
2020-tól a Károli Gáspár Református Egyetem Állam és Jogtudományi Karának egyetemi tanára, tanszékvezető, a doktori iskola oktatója. Az Egyházi vezetés és gazdálkodás továbbképzési szak vezetője.
1996-ban a Magyar Tudományos Akadémia Jövőkutatási Bizottságának lett tagja. 2001-ben a Gazdálkodási és Tudományos Társaságok Szövetsége tudományos tanácsának elnökségébe választották, 2012-től főtitkár-helyettes, 2017-től elnökhelyettes. A Magyar Felsőoktatási Akkreditációs Bizottság (MAB) Gazdaságtudományi Szakbizottságának tagja volt 2007–2011 között, majd szakértője.
A Gazdaság és Társadalom (GT) tudományos folyóirat szerkesztőbizottságának tagja (2000–2008), a Gazdasági Élet és Társadalom (GÉT) társadalomtudományi folyóirat főszerkesztője (2009-2012).
A Kievi Nemzeti Egyetem, a Contemporary Economics (Varsó), Macro Management & Public Policies (Singapore, Bilingual Publishing Co) társadalomtudományi folyóiratok, továbbá a Pénzügyi Szemle közpénzügyi tudományos folyóirat (ÁSZ) szerkesztőbizottságának tagja 2012-től. Az Acta Humana – Emberi Jogi Közlemények szerkesztőbizottságának tagja (2015-től 2017-ig). Review Board member: Sustainability, Economies, Mathematics, Administrative Sciences, Journal of Risk and Financial Management.
A Római Klub (Club of Rome) magyar szervezetének tagjává választották 2010-ben.
2011-től a Polgári Szemle gazdasági és társadalmi tudományos folyóirat főszerkesztője, a Polgári Szemle Közalapítvány kuratóriumának elnöke.
2013-tól a Magyar Nemzeti Bank új típusú közgondolkodási műhelyének vezető szakértője: a Pallas Athéné Domus Scientiae Közalapítvány (2014-2019)-, a Pénziránytű Alapítvány kuratóriumainak tagja 2013-,), a Hitelintézeti Szemle szerkesztőbizottságának tagja. 2019-től a Pallas Athéné Domus Meriti (PADME) Alapítvány elnök-helyettese.
Eötvös Loránd Kutatási Hálózat Tudományos Tanácsának tagja (2020-tól)
Kopp Mária Intézet a Népesedésért és a Családokért (KINCS) – Családtudományi Szakkollégium tagja (2020-,), a KAPOCS tudományos folyóirat szerkesztőbizottságának tagja (2020-,).
Okleveles Könyvvizsgálói Szakvizsgabizottsági elnök (2006-,). Az Országos (kormánytisztviselői) Szakvizsga Bizottság tagja, vizsgabizottsági elnök (2013-tól).
Науково-дослідний інститут соціально-економічного розвитку (НДІСР) / Science and Research Institute of Social and Economic Development (SRIED) – Ukraine, Kiev – Czech Republic, Prague –Вченої Ради – Голова Ради (a Tudományos Tanács elnöke) (2013-,).
1994-től 1998-ig a Fertődi Mezőgazdasági és Élelmiszeripari Rt. igazgatótanácsának tagja volt (ÁPV Rt.). 1997 és 1998 között a Budapesti Temetkezési Rt. felügyelőbizottságának elnöke (Fővárosi Közgyűlés). 2006-tól 2010-ig Győr Megyei Jogú Város Közalapítványának elnöke, 2010-2011 FEB elnök. A Magyar Könyvvizsgálói Kamara Oktatási Kft. Felügyelő Bizottságának tagja (2015-,).
2013-ban Wekerle Sándor Tudományos Életműdíjjal tüntették ki a magyar pénzügyi- és közgazdaság-tudományi fejlődés érdekében kifejtett iskolateremtő tevékenységéért. 2016-ban a Pénzügyi Kultúra Nagykövete kitüntető címben részesült a Magyar Bankszövetségtől, az új típusú pénzügyi szemlélet és tudományos rendszertan megalkotása érdekében vitt munkásságáért. A Magyar pénzügyi és közgazdaság-tudományi fejlődés érdekében végzett sokrétű tudományos, oktatói és publikációs tevékenysége elismeréseként a Magyar Érdemrend tisztikeresztje állami kitüntetésben részesült 2018. augusztus 20-án. A nemzetközi térben is kiemelkedő állampénzügyi kutatásaiért, a közigazgatás-tudományt gazdagító elméleti és gyakorlati területen végzett munkásságáért Magyary Zoltán Emlékéremben részesült 2021-ben.
2019-től a Pallas Athéné Domus Meriti Alapítvány (PADME) kuratóriumának elnökhelyettese.

## Politikai pályafutása
A Független Kisgazdapárt (FKGP) Parlamenti Képviselőcsoportjánál pénzügyi tanácsadó (1995–1998).
Az 1994-es önkormányzati választáson a Fővárosi Közgyűlés tagjává választották, 1996 és 1998 között a pénzügyi bizottság tagja, és az ellenőrzési albizottság elnöke volt.
1997-ben a MIÉP országos elnökségének tagjává választották. Az 1998-as országgyűlési képviselő-választáson pártja budapesti listájáról szerzett mandátumot. Gazdaságpolitikai kérdésekkel foglalkozott. Az Interparlamentáris Unió Magyar–Szlovén tagozatának elnöke volt 1998–2002 között. A 2002-es választásokon nem szerzett mandátumot. 2002 májusában kilépett a pártból. Tevékenységének súlypontját a tudományos munkára helyezte át. Több száz tudományos dolgozata, könyve jelent meg az elmúlt években Magyarországon és külföldön.
2004-ben belépett a FIDESZ-be, ahol szakértőként tevékenykedik. Részt vett a Megújított szabadelvű és szociális piacgazdaság (2008), A jövőnk (2009) c. vitairatok, és az Új Széchenyi Terv előkészítését megalapozó polgári közgazdasági műhelyek munkájában.
2007-ben egyik aláírója volt a Csoóri Sándor által életre hívott Márciusi Chartának. Gazdaságpolitikai elemzéseket jelentet meg országos közéleti lapokban, rádió és tv műsorok  médiaszereplője.

## Főbb művei
- A számvitel új szabályozása (egyetemi jegyzet, szerkesztő, 2000)
- Bankszabályozás az Európai Unióban (egyetemi jegyzet, szerkesztő, 2000)
- Adózási pénzügytan (egyetemi jegyzet, 2001)
- Költségvetési pénzügyek (szakkönyv, társszerző, 2001)
- Pénzügyi szilánkok (Tanulmánykötet, 2001)[11]
- Tudományos értékeink (Tanulmánykötet, 2001)[11]
- Bankszabályozás (szakkönyv, 2002)[11]
- A pénzügyi intézményrendszer Magyarországon (szakkönyv, 2003)
- Rendszerváltás és pénzügypolitika (Akadémiai Kiadó, 2005)[45]
- Pénzpiacok szabályozása Magyarországon (Akadémiai Kiadó, 2006)[11]
- Pénzügypolitikai stratégiák a XXI. század elején. Prof. dr. Huszti Ernő DSc. egyetemi tanár a pénzügyi intézményrendszer, a tudomány és a felsőoktatás szolgálatában. Tiszteletkötet 75. születésnapja alkalmából; szerk. Lentner Csaba; Akadémiai Kiadó, Budapest, 2007[11]
- The Health Care System as a New Competitive Factor in the Light of the Convergence Programme (2007)[46]
- The Competitiviness of Hungarian University-Based Knowledge Centers in European Economic and Higher Education Area (2007)[47]
- Лентнер, Чобо – Семйон C.Вікторія: Бухгалтерський облік і аудит в Угорщині. – Житомир: ПП «Рута» (2009)[11]
- Some Historical and International Aspect of Hungarian Economic Crisis and Crisis Management (2010)[48]
- Hungary in 2025 (2010)
- Corporate Social Responsibility of Banks and Financial Companies (2011)
- Historic and Scientific Overview of State Role in Economic Policies – Presented Through the Example of Hungary (2011)
- Újjászervezett gazdaságpolitikák kora. In. Kik támadják Magyarországot és miért? (Tóth Gy. L. & Zárug P. F.) (Kairosz Kiadó, 2012)
- Unortodox gazdasági kormányzás (2013)
- Bankmenedzsment – Bankszabályozás – Pénzügyi fogyasztóvédelem (Nemzeti Közszolgálati és Tankönyvkiadó (később Dialóg Campus, majd Ludovika Press) 2013)[49][50][51]
- Közpénzügyek és államháztartástan (Nemzeti Közszolgálati és Tankönyvkiadó, majd később Dialóg Campus, Ludovika Press, 2013)[52][53][54][55][56]
- Unorthodox Hungarian Public Finances in Academic Background and International Comparison (2014)
- A devizahitelezés nagy kézikönyve (Nemzeti Közszolgálati és Tankönyvkiadó, később Dialóg Campus, majd Ludovika Press, 2015)[57][58][59][60]
- Adózási pénzügytan és államháztartási gazdálkodás (Nemzeti Közszolgálati és Tankönyvkiadó, majd később Dialóg Campus, Ludovika Press, 2015)[61][62][63]
- Magyarország a változó világban (Patai Mihállyal és Parragh Lászlóval, Éghajlat Kiadó, 2015)[64]
- Uncertainty Factors in National Economy Planning – International Effects and Hungary’s Outlook Up to 2050 (2015)[65]
- Általános államháztartási ismeretek (Dialóg Campus, NKE Továbbképzési Intézet, 2015)[66]
- Pénzügyi és költségvetési igazgatás (Dialóg Campus, NKE Továbbképzési Intézet, 2015)[67]
- Gazdasági igazgatás (társszerző, Dialóg Campus, NKE Közigazgatási Továbbképzési Intézet, 2015)[68][69]
- Rendszerváltás és pénzügypolitika. Tények és tévhitek a neoliberális piacgazdasági átmenetről és a 2010 óta alkalmazott nem konvencionális eszközökről; 2. bőv. kiad.; Akadémiai, Budapest, 2016[45]
- Közpénzügyi menedzsment, Dialóg Campus, (2017)[70][71]
- Kormányzati és közigazgatási feladatok közgazdasági és közpénzügyi megalapozása, Dialóg Campus – Nemzeti Közszolgálati Egyetem, (2018)[72]
- Hungary in a Changing World, Éghajlat Publishing Ltd. (Patai Mihállyal és Parragh Lászlóval, 2019)[73]
- Önkormányzati pénz- és vagyongazdálkodás, Dialóg Campus, (2019)[74][75]
- A magyar állampénzügyek fejlődéstörténete a dualizmus korától napjainkig, L'Harmattan Kiadó, (2019)[76][77][78][79][80][81][82][83]
- East of Europe, West of Asia – L'Harmattan, Paris, France (2020)[84][85][86][87][88][89][90]
- De l'ouest a l'est, de  lest a l'ouest, Paris, France (2022)